# Vaubexy
Vaubexy (([vobsi])) est une commune française située dans le département des Vosges, en région Grand Est.
Les habitants sont appelés les Vaubexéens.

## Géographie

### Localisation
Vaubexy est un village des Vosges situé à 8 km à vol d'oiseau à 8 km à l'est de Mirecourt, 45 km au sud de Nancy, 19 km au nord-ouest d'Épinal et 27 km au nord-est de Contrexéville.
Elle fait partie de l'Aire d'attraction d'Épinal et de la zone d'emploi de cette ville, ainsi que du bassin de vie de Mirecourt.

### Communes limitrophes
Les communes limitrophes sont  Ahéville, Bazegney, Derbamont, Gugney-aux-Aulx et Jorxey.
|          | Jorxey   | Gugney-aux-Aulx |
| Ahéville | Vaubexy  |                 |
|          | Bazegney | Derbamont       |

### Géologie et relief
La superficie de Vaubexy est de 6,52 km2 ; son altitude varie de 286  à   397 mètres.
La commune se compose de 336,91 hectares de territoires agricoles (51,91 %) et 312,05 hectares de forêts et milieux semi-naturels  (48,08 %).
Espaces naturels :
- Deux zones naturelles d'intérêt écologique, faunistique et floristique (Znieff) :

Gîtes à chiroptères de Bazegney, Bouzemont et Madonne-et-Lamerey,
Vergers de Mirecourt.

### Hydrographie et les eaux souterraines
Hydrogéologie et climatologie : Système d’information pour la gestion des eaux souterraines du bassin Rhin-Meuse :
Territoire communal : Occupation du sol (Corinne Land Cover); Cours d'eau (BD Carthage),
Géologie : Carte géologique; Coupes géologiques et techniques,
 Hydrogéologie : Masses d'eau souterraine; BD Lisa; Cartes piézométriques.

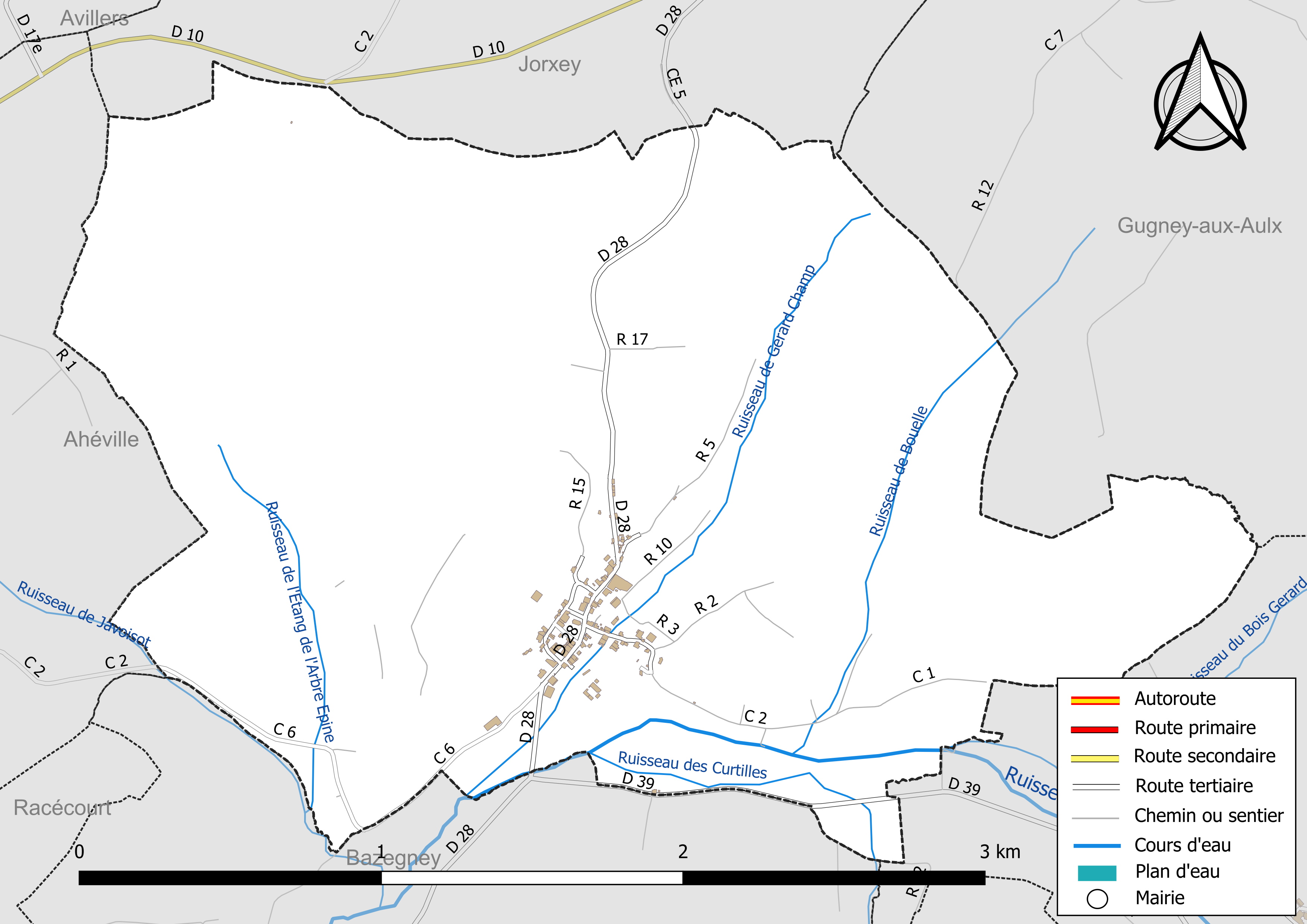
Carte hydrographique de la commune.

#### Réseau hydrographique
La commune est située dans le bassin versant du Rhin au sein du bassin Rhin-Meuse. Elle est drainée par le ruisseau le Robert, le ruisseau de Bouelle, le ruisseau de Gerard Champ, le ruisseau de l'Etang de l'Arbre Epine, le ruisseau des Curtilles et le ruisseau du Bois Gerard,.
Le Robert, d'une longueur totale de 11,2 km, prend sa source dans la commune de Circourt et se jette dans le ruisseau de la Gitte à Racécourt, en limite avec Dompaire, après avoir traversé six communes.

#### Gestion et qualité des eaux
Le territoire communal est couvert par le schéma d'aménagement et de gestion des eaux (SAGE) « Nappe des Grès du Trias Inférieur ». Ce document de planification, dont le territoire comprend le périmètre de la zone de répartition des eaux de la nappe des Grès du trias inférieur (GTI), d'une superficie de 1 497 km2, est en cours d'élaboration. L’objectif poursuivi est de stabiliser les niveaux piézométriques de la nappe des GTI et atteindre l'équilibre entre les prélèvements et la capacité de recharge de la nappe. Il doit être cohérent avec les objectifs de qualité définis dans les SDAGE Rhin-Meuse et Rhône-Méditerranée. La structure porteuse de l'élaboration et de la mise en œuvre est le conseil départemental des Vosges.
La qualité des cours d’eau peut être consultée sur un site dédié géré par les agences de l’eau et l’Agence française pour la biodiversité.

### Climat
Pour des articles plus généraux, voir Climat du Grand Est et Climat des Vosges.
En 2010, le climat de la commune est de type climat de montagne, selon une étude du Centre national de la recherche scientifique s'appuyant sur une série de données couvrant la période 1971-2000. En 2020, Météo-France publie une typologie des climats de la France métropolitaine dans laquelle la commune est exposée à un climat semi-continental et est dans la région climatique Lorraine, plateau de Langres, Morvan, caractérisée par un hiver rude (1,5 °C), des vents modérés et des brouillards fréquents en automne et hiver.
Pour la période 1971-2000, la température annuelle moyenne est de 9,6 °C, avec une amplitude thermique annuelle de 17 °C. Le cumul annuel moyen de précipitations est de 1 042 mm, avec 13,1 jours de précipitations en janvier et 10,2 jours en juillet. Pour la période 1991-2020, la température moyenne annuelle observée sur la station météorologique de Météo-France la plus proche, « Mirecourt-inra », sur la commune de Mirecourt à 8 km à vol d'oiseau, est de 10,4 °C et le cumul annuel moyen de précipitations est de 824,3 mm. 
La température maximale relevée sur cette station est de 39,5 °C, atteinte le 25 juillet 2019 ; la température minimale est de −19,5 °C, atteinte le 20 décembre 2009,,.
Les paramètres climatiques de la commune ont été estimés pour le milieu du siècle (2041-2070) selon différents scénarios d'émission de gaz à effet de serre à partir des nouvelles projections climatiques de référence DRIAS-2020. Ils sont consultables sur un site dédié publié par Météo-France en novembre 2022.

## Urbanisme

### Typologie
Au 1er janvier 2024, Vaubexy est catégorisée commune rurale à habitat dispersé, selon la nouvelle grille communale de densité à sept niveaux définie par l'Insee en 2022.
Elle est située hors unité urbaine. Par ailleurs la commune fait partie de l'aire d'attraction d'Épinal, dont elle est une commune de la couronne,. Cette aire, qui regroupe 118 communes, est catégorisée dans les aires de 50 000 à moins de 200 000 habitants,.

### Occupation des sols

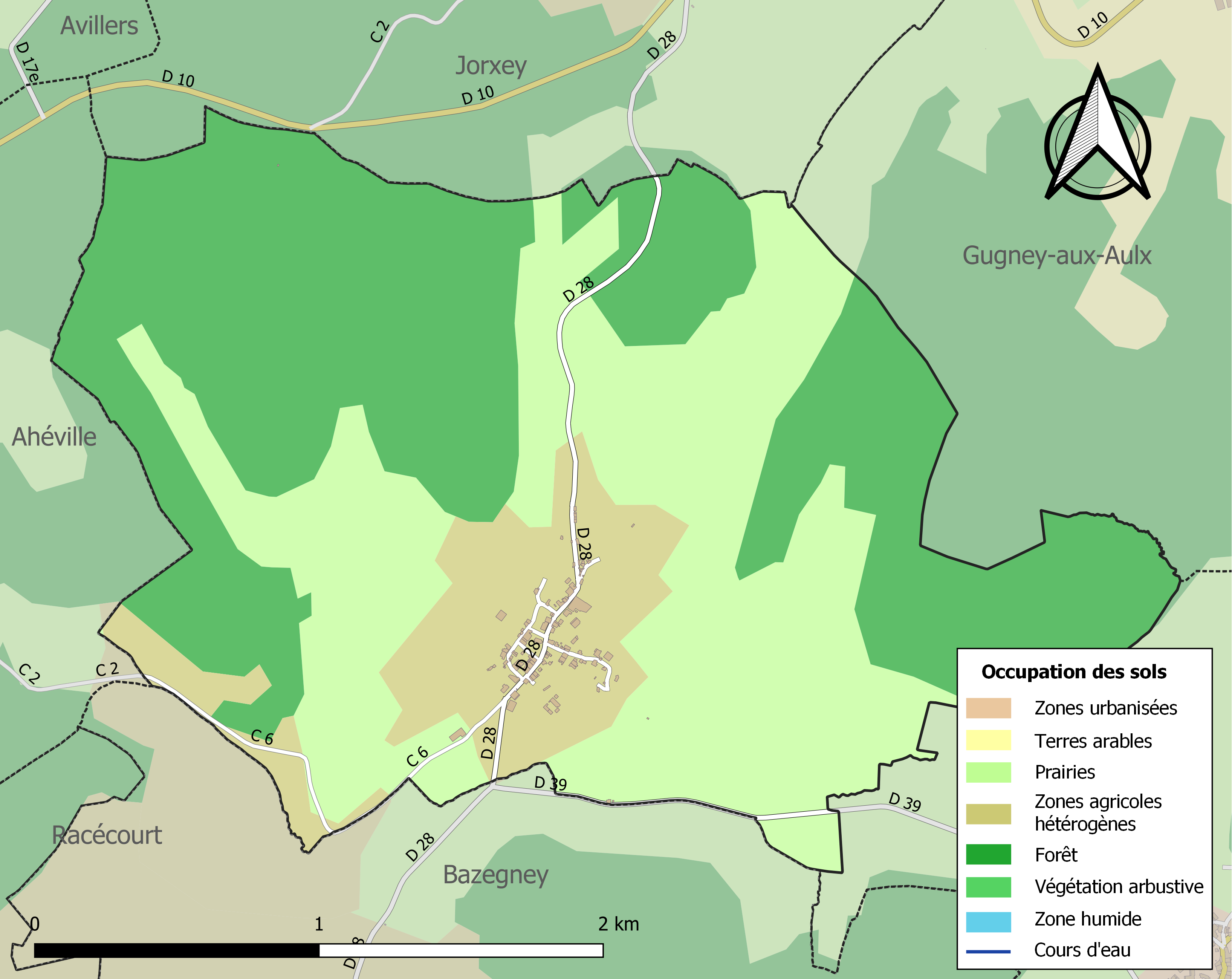
Carte des infrastructures et de l'occupation des sols de la commune en 2018 (CLC).

L'occupation des sols de la commune, telle qu'elle ressort de la base de données européenne d’occupation biophysique des sols Corine Land Cover (CLC), est marquée par l'importance des territoires agricoles (52,6 % en 2018), une proportion identique à celle de 1990 (52,6 %). La répartition détaillée en 2018 est la suivante : 
forêts (47,4 %), prairies (39,2 %), zones agricoles hétérogènes (13,4 %). L'évolution de l’occupation des sols de la commune et de ses infrastructures peut être observée sur les différentes représentations cartographiques du territoire : la carte de Cassini (XVIIIe siècle), la carte d'état-major (1820-1866) et les cartes ou photos aériennes de l'IGN pour la période actuelle (1950 à aujourd'hui).

### Habitat et logement
En 2020, le nombre total de logements dans la commune était de 67, alors qu'il était de 66 en 2015 et de 65 en 2010.
Parmi ces logements, 71,6 % étaient des résidences principales, 10,4 % des résidences secondaires et 17,9 % des logements vacants. Ces logements étaient pour 94 % d'entre eux des maisons individuelles et pour 6 % des appartements.
Le tableau ci-dessous présente la typologie des logements à Vaubexy en 2020 en comparaison avec celle des Vosges et de la France entière. Une caractéristique marquante du parc de logements est ainsi une proportion de résidences secondaires et logements occasionnels (10,4 %) supérieure à celle du département (9,9 %) et à celle de la France entière (9,7 %).
| Typologie                                               | Vaubexy | Vosges | France entière |
| ------------------------------------------------------- | ------- | ------ | -------------- |
| Résidences principales (en %)                           | 71,6    | 78,9   | 82,1           |
| Résidences secondaires et logements occasionnels (en %) | 10,4    | 9,9    | 9,7            |
| Logements vacants (en %)                                | 17,9    | 11,3   | 8,2            |

### Voies de communications et transports

#### Voies routières
- A31 (aussi appelée autoroute de Lorraine-Bourgogne). Échangeur Bulgnéville[20].

#### Transports en commun
- Fluo Grand Est.

#### Lignes SNCF
- Gare de Châtel - Nomexy
- Gare de Charmes
- Gare de Thaon

#### Transports aériens
- L'Aéroport d'Épinal-Mirecourt « Vosges Aéroport ».

À partir de l'été 2021, l’aéroport d’Épinal-Mirecourt est devenu le "pélicandrome" de la Zone Est et servira ainsi de base de ravitaillement et d’intervention pour les avions bombardiers d’eau connus sous le nom de Dash 8.

## Toponymie
Le nom de la localité est attesté sous les formes Waubrissey (1303) ; Wabercey (1349) ; Waubrexey (1390) ; Waubrecey (1391) ; Walbexey (1417) ; Wabexey (1422) ; Waubexey (1480) ; Wabexei (1481) ; Vaubexey (1504) ; Vaubechey (1656) ; Vaubexey (1711) ; Vaubxy (1736).

Le toponyme de Vaubexy (Waubrissey) est attesté en 1306 dans un document des archives de Meurthe-et-Moselle.

## Histoire

### Antiquité
Une voie romaine traverse le territoire de la commune. Elle provient de Bouzemont et se dirige vers Gugney-aux-Aulx.

### Moyen Âge
Au Moyen Âge, le village est le siège d'une châtellenie. La seigneurie de Vaubexy appartenait aux seigneurs d'Ubexy. Ce village faisait partie du bailliage de Darney.

### Temps modernes
Auparavant annexe de Jorxey, la paroisse de Vaubexy est fondée en 1722. Elle appartient au doyenné de Jorxey. .

## Politique et administration

### Rattachements administratifs et électoraux

#### Rattachements administratifs
La commune se trouvait depuis 1926 dans l'arrondissement d'Épinal du département des Vosges. Par arrêté préfectoral du 15 septembre 2023, elle en est retirée le 1er janvier 2024 et rattachée à l'arrondissement de Neufchâteau,
Elle faisait partie depuis 1793 du canton de Dompaire. Dans le cadre du redécoupage cantonal de 2014 en France, cette circonscription administrative territoriale a disparu, et le canton n'est plus qu'une circonscription électorale.

#### Rattachements électoraux
Pour les élections départementales, la commune fait partie depuis 2014 du canton de Darney
Pour l'élection des députés, elle fait partie de la quatrième circonscription des Vosges.

### Intercommunalité
Vaubexy était membre de la communauté de communes du Secteur de Dompaire, un établissement public de coopération intercommunale (EPCI) à fiscalité propre créé en 2000 sous le nom de « Communauté de communes du Pays d'Entre Madon et Moselle », et auquel la commune avait transféré un certain nombre de ses compétences, dans les conditions déterminées par le code général des collectivités territoriales.
Dans le cadre des dispositions de la loi portant nouvelle organisation territoriale de la République du 7 août 2015, qui prévoit que les établissements publics de coopération intercommunale (EPCI) à fiscalité propre doivent avoir un minimum de 15 000 habitants, cette intercommunalité a fusionné avec sa voisine pour former, le 1er janvier 2017, la communauté de communes de Mirecourt Dompaire, dont est désormais membre la commune

### Liste des maires
| Période                                  | Période                        | Identité                  | Étiquette  | Qualité                                                           |
| ---------------------------------------- | ------------------------------ | ------------------------- | ---------- | ----------------------------------------------------------------- |
| Les données manquantes sont à compléter. |                                |                           |            |                                                                   |
|                                          |                                |                           |            |                                                                   |
|                                          |                                | Henri Claudel (1910-1993) |            | Agriculteur                                                       |
|                                          |                                |                           |            |                                                                   |
| 1983 ou avant                            | mars 2001                      | Gérard Barjonnet          |            |                                                                   |
| mars 2001                                | avril 2014                     | Jean-Claude Noirclère     | Écologiste |                                                                   |
| avril 2014                               | mars 2023                      | Jean-Marie Claudel        |            | Agriculteur, fils d'Henri Syndicaliste agricole. Mort en fonction |
| mai 2023                                 | En cours (au 30 novembre 2023) | Audrey Perron             |            | [ 30 ]                                                            |

### Budget et fiscalité 2023
En 2023, le budget de la commune était constitué ainsi :
- total des produits de fonctionnement : 132 000 €, soit 1 094 € par habitant ;
- total des charges de fonctionnement : 120 000 €, soit 990 € par habitant ;
- total des ressources d'investissement : 56 000 €, soit 466 € par habitant ;
- total des emplois d'investissement : 99 000 €, soit 814 € par habitant ;
- endettement : 124 000 €, soit 1 022 € par habitant.

Avec les taux de fiscalité suivants :
- taxe d'habitation : 24,33 % ;
- taxe foncière sur les propriétés bâties : 46,29 % ;
- taxe foncière sur les propriétés non bâties : 28,34 % ;
- taxe additionnelle à la taxe foncière sur les propriétés non bâties : 0,00 % ;
- cotisation foncière des entreprises : 0,00 %.

Chiffres clés Revenus et pauvreté des ménages en 2021 : médiane en 2021 du revenu disponible, par unité de consommation : 18 420 €.

## Économie

### Entreprises et commerces

#### Commerces
- Commerces et services de proximité[33].

## Population et société

### Démographie

#### Évolution démographique
L'évolution du nombre d'habitants est connue à travers les recensements de la population effectués dans la commune depuis 1793. Pour les communes de moins de 10 000 habitants, une enquête de recensement portant sur toute la population est réalisée tous les cinq ans, les populations de référence des années intermédiaires étant quant à elles estimées par interpolation ou extrapolation. Pour la commune, le premier recensement exhaustif entrant dans le cadre du nouveau dispositif a été réalisé en 2005.

En 2022, la commune comptait 121 habitants, en évolution de −1,63 % par rapport à 2016 (Vosges : −2,96 %, France hors Mayotte : +2,11 %).
| 1793 | 1800 | 1806 | 1821 | 1831 | 1836 | 1841 | 1846 | 1856 |
| ---- | ---- | ---- | ---- | ---- | ---- | ---- | ---- | ---- |
| 235  | 253  | 403  | 466  | 518  | 544  | 552  | 570  | 542  |

| 1861 | 1866 | 1876 | 1881 | 1886 | 1891 | 1896 | 1901 | 1906 |
| ---- | ---- | ---- | ---- | ---- | ---- | ---- | ---- | ---- |
| 549  | 550  | 565  | 543  | 531  | 501  | 430  | 433  | 425  |

| 1911 | 1921 | 1926 | 1931 | 1936 | 1946 | 1954 | 1962 | 1968 |
| ---- | ---- | ---- | ---- | ---- | ---- | ---- | ---- | ---- |
| 317  | 266  | 242  | 212  | 201  | 174  | 172  | 138  | 130  |

| 1975 | 1982 | 1990 | 1999 | 2005 | 2006 | 2010 | 2015 | 2020 |
| ---- | ---- | ---- | ---- | ---- | ---- | ---- | ---- | ---- |
| 151  | 142  | 133  | 122  | 114  | 111  | 129  | 121  | 119  |

| 2022 | - | - | - | - | - | - | - | - |
| ---- | - | - | - | - | - | - | - | - |
| 121  | - | - | - | - | - | - | - | - |

### Enseignement
Établissements d'enseignements :
- Écoles maternelles et primaires à Madegney, Évaux-et-Ménil, Dompaire, Hymont, Mattaincourt, Madonne-et-Lamerey.
- Collèges à Dompaire, Mirecourt, Charmes, Châtel-sur-Moselle, Thaon-les-Vosges.
- Lycées à Mirecourt, Thaon-les-Vosges, Harol, Épinal.

### Santé
Professionnels et établissements de santé :
- Médecins à Mattaincourt, Dompaire, Mirecourt, Damas-et-Bettegney, Vincey, Charmes.
- Pharmacies à Mattaincourt, Dompaire, Mirecourt, Vincey, Charmes.
- Hôpitaux à Mattaincourt, Mirecourt, Charmes, Ville-sur-Illon.

### Cultes
- Culte catholique, Paroisse La-Croix-de-Virine[39], Diocèse de Saint-Dié.

## Culture locale et patrimoine

### Lieux et monuments

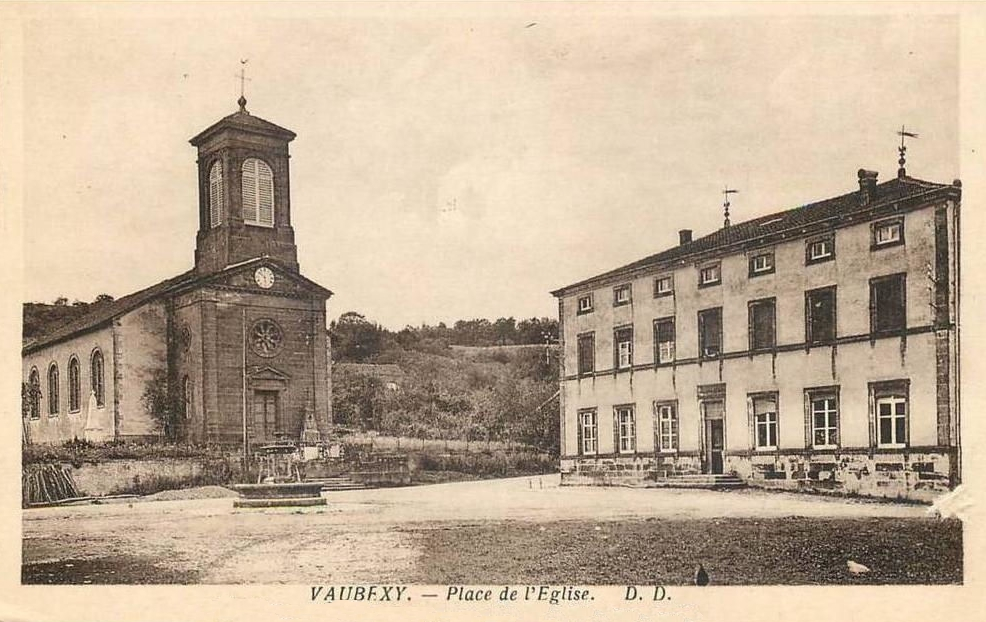
Carte postale de la place de l'église vers 1903.
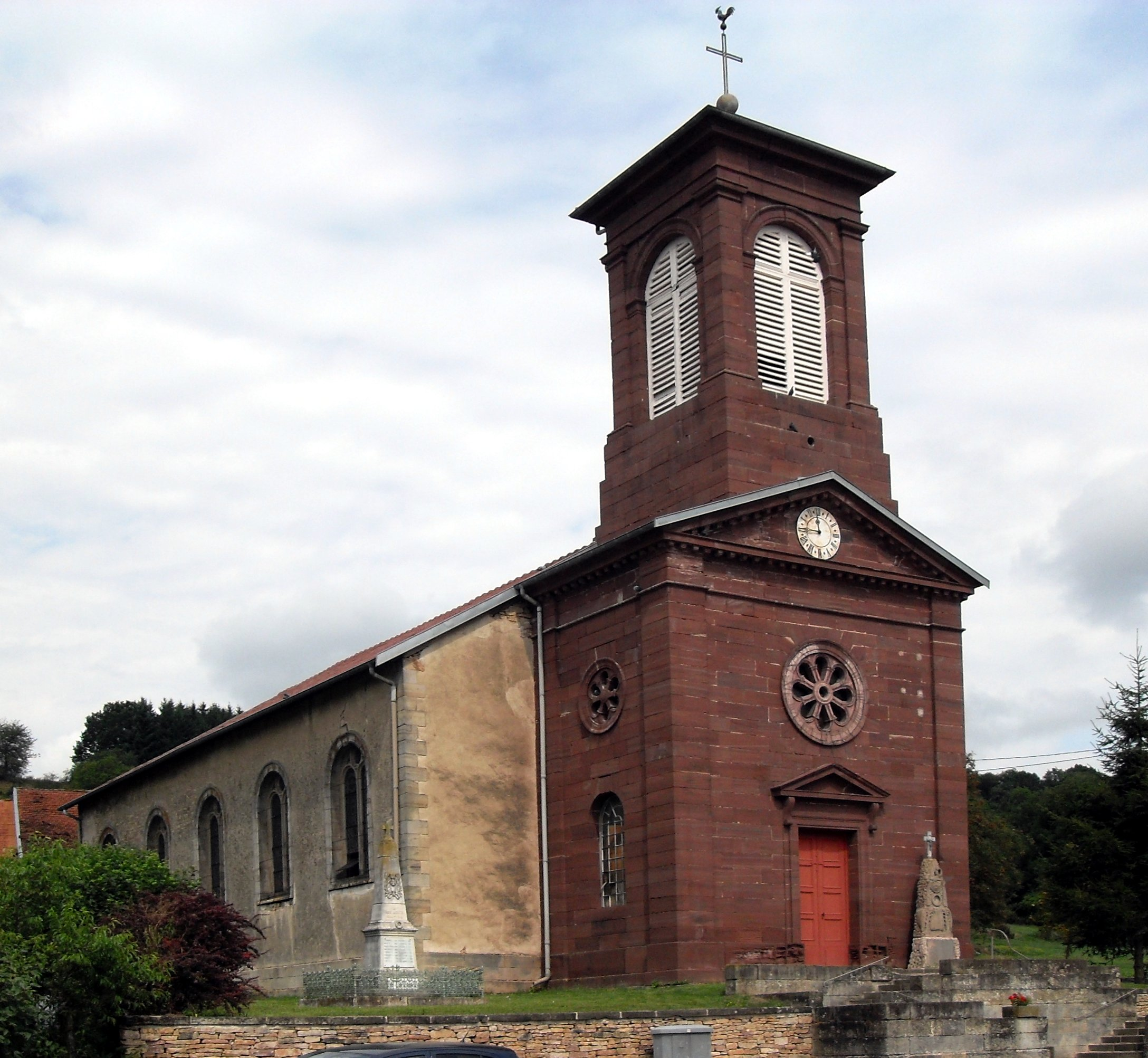
L'église de l'Annonciation-de-la-Sainte-Vierge.

- Les vestiges d'un château fort[40] déjà signalé ruiné en 1638[41],[42].
- Église de l'Annonciation-de-Notre-Dame[43], qui date de 1840, a été élevée à l'emplacement d’une église plus ancienne, construite en 1706.

Son chœur est orné de fresques de Louis Guingot : L'Annonciation, La Nativité, La Cène. Membre fondateur de l'École de Nancy, mouvement de l'Art nouveau français.
L'orgue a été réalisé par Henri Didier en 1898,.
- Patrimoine rural recensé par le service régional de l'Inventaire général du patrimoine culturel[48],[49].
- Fontaine - abreuvoir[50].
- Monument aux morts[51].

### Personnalités liées à la commune
- Jean Joseph Barbé, Luthier, né à Mirecourt le 2 mai 1775, dont son fils Jean (1738 - 1801) est originaire de Vaubexy[52].
- Médaillés de Sainte-Hélène[53]:

Nicolas Joseph Bally.
François Pilon.

## Pour approfondir